# Sex Academy
Pour plus de détails, voir Fiche technique et Distribution.
Sex Academy ou Pas encore un film d'ados ! au Québec (« Not Another Teen Movie »), est un film américain de Joel Gallen (en) sorti en 2001. 
Parodie des teen movies et d'autres descriptions cinématographiques de l'adolescence qui se sont accumulées dans le cinéma hollywoodien durant ces dernières décennies, le scénario est inspiré de Elle est trop bien, mais il contient des allusions à de nombreux autres films. La bande originale du film est constituée de reprises de chansons des années 1980, dont Tainted Love repris par Marilyn Manson.

## Synopsis
Jake Wyler, le footballeur le plus populaire du lycée John Hughes High, prend le pari insensé de transformer Janey Briggs, une artiste au physique ingrat, en une reine de bal. Mais il devra faire face aux plans sournois de sa sœur, de ses complices et de l'ami d'enfance de Janey, qui ne veulent pas voir cette jeune fille changer de statut social...

## Fiche technique
- Titre original : Not Another Teen Movie
- Titre français : Sex Academy
- Titre québécois : Pas encore un film d'ados
- Réalisation : Joel Gallen (en)
- Scénario : Mike Bender, Adam Jay Epstein, Andrew Jacobson, Phil Beauman et Buddy Johnson
- Direction artistique : Joseph T. Garrity (supervision) ; Liz Carney, Jay Pelissier
- Décors :  Melissa Levander
- Costumes : Florence-Isabelle Megginson
- Photographie : Reynaldo Villalobos (en)
- Montage : Steve Welch
- Musique : Theodore Shapiro
- Production : Neal H. Moritz ; Phil Beauman, Mike Bender, Buddy Johnson (co-production)
- Sociétés de production : Columbia Pictures, Original Film, Neal H. Moritz Productions
- Sociétés de distribution : Columbia Pictures, Sony Pictures
- Pays :  États-Unis
- Langue d'origine : anglais
- Format :  couleur (DeLuxe) - 35mm (Kodak) - 1,85:1 (Panavision) - son DTS Dolby Digital - SDDS
- Genre : comédie de mœurs parodique
- Durée : 89 minutes ; 99 minutes (unrated director's cut)
- Dates de sortie :
  - États-Unis : 14 décembre 2001
  - France : 29 mai 2002
  - Belgique : 10 juillet 2002

## Distribution
- Chyler Leigh (VF : Chloé Berthier, VQ : Camille Cyr-Desmarais) : Janey Briggs
- Chris Evans (VF : Damien Ferrette, VQ : Antoine Durand) : Jake Wyler
- Jaime Pressly (VF : Barbara Kelsch ; VQ : Johanne Garneau) : Priscilla
- Eric Christian Olsen (VF : Damien Boisseau, VQ : Patrice Dubois) : Austin
- Mia Kirshner (VF : Élodie Ben ; VQ : Valérie Gagné) : Catherine Wyler
- Deon Richmond (VF : Christophe Peyroux, VQ : Gilbert Lachance) : Malik
- Eric Jungmann (en) (VF : Vincent Barazzoni, VQ : Joël Legendre) : Ricky Lipman
- Ron Lester (VF : Pascal Grull) : Reggie Ray
- Cody McMains (VF : Taric Mehani, VQ : Hugolin Chevrette) : Mitch Briggs
- Sam Huntington (VF : Romain Barthélémi) : Ox
- Joanna García : Sandy Sue
- Joy Bisco (VF : Tania Dessources) : Ashley
- Morisa Taylor Kaplan : Heather
- Lacey Chabert (VF : Béatrice Bruno) : Amanda Becker
- Samm Levine (VF : Paolo Domingo, VQ : Paul Sarrasin) : Bruce
- Cerina Vincent : Areola
- Mister T. (VF : Thierry Mercier ; VQ : Hubert Gagnon) : le sage concierge
- Ed Lauter (VF : Sylvain Lemarié) : le coach
- Molly Ringwald (VF : Charlotte Vermeil ; VQ : Johanne Léveillé) : l'hôtesse à l'aéroport
- Randy Quaid (VF : Jean-Pierre Rigaux ; VQ : Mario Desmarais) : monsieur Briggs
- Josh Radnor (VF : Laurent Morteau) : Foam tour guide
- Melissa Joan Hart : fille à la soirée
- Riley Smith (VF : Valentin Merlet) : Les
- Beverly Polcyn (en) (VF : Lily Baron) : Sadie Agatha Johnson

## À noter
- La maison de Jake Wyler est également la maison des Salvatore dans Vampire Diaries.
- Le lycée où se déroule le film est aussi celui de Buffy contre les vampires et de 90210.
- Plusieurs allusions au film Breakfast Club peuvent être relevées dans le film : la scène de la retenue (où l'acteur Paul Gleason reprend le même rôle pour l'occasion) y est reprise de manière parodique, le lycée porte le nom de « John Hughes High School » , ce qui est une allusion au réalisateur de Breakfast Club John Hughes, et l'actrice Molly Ringwald y fait également une apparition.
- Le personnage de Les (le garçon pour qui Priscilla quitte Jake) interprété par Riley Smith est en fait une parodie de Ricky Fitts interprété par Wes Bentley dans American Beauty.
- Le personnage d'Areola interprété par Cerina Vincent est une parodie de Nadia interprété par Shannon Elizabeth dans American Pie.